# أراس أغالاروف
أراس أغالاروف (بالأذرية: Araz İskəndər oğlu Ağalarov)‏‏ (8 نوفمبر 1955 في باكو - ) شخصية أعمال، ورائد أعمال، واقتصادي من الاتحاد السوفيتي.

## الجوائز
- نيشان الشرف
- نيشان الأمير المقدس دانيال المسكوبي من الدرجة الثانية  [لغات أخرى]‏